# Andrea Gibellini
Andrea Gibellini (Sassuolo, 1º ottobre 1965) è un poeta e scrittore italiano.

## Biografia
Andrea Gibellini è nato a Sassuolo in provincia di Modena nel 1965.
È diplomato in ragioneria. Ha vissuto a Bologna frequentando la Facoltà di Lettere dell'Università degli Studi di Bologna non terminando però gli studi. Attualmente vive a Modena.
Nel 1993 esce il suo primo libro di poesie Le ossa di Bering con una introduzione di Roberto Mussapi che parla "di una felice e continua evocazione che non nega ma intensifica la visione presente, una felice armonia tra descrizione del paesaggio e visita alla sua anima invisibile".
Nel 1994 nel numero 1 ottobre-dicembre 1994 della rivista Nuovi Argomenti pubblica una sua poesia. È l'inizio di una collaborazione che porterà Gibellini a pubblicare varie volte per la rivista diretta da Enzo Siciliano con poesie e saggi sulla poesia.
Nel 2001 esce il suo secondo libro La felicità improvvisa, vincitore del Premio Montale.
Nel 2016 ha pubblicato la sua terza raccolta di poesie intitolata Le regole del viaggio per l'editore Effigie. Finalista del premio di poesia Città Arenzano e del Premio Castello di Villalta. 
Planetario e altre osservazioni è la quarta raccolta di Gibellini, uscita nel 2022 da Marcos y Marcos. Gibellini in una intervista ha parlato del significato del titolo: "Quando sono andato al Planetario di Modena ho pensato che fosse una metafora della poesia. Lo scrivo in un verso della poesia Civico Planetario, nel planetario si scoprivano le luci che ci hanno portato lontano. Il planetario è un'illusione, l'illusione di vedere le stelle. E infatti mi chiedo se anche la poesia non sia un'illusione".
Andrea Gibellini ha curato la nuova edizione del romanzo Zebio Còtal di Guido Cavani per l'editore Giunti nel 1996.
Ha scritto l'introduzione ai racconti di Stig Dagerman, I giochi della notte, per l'editore Iperborea nel 1996.
Ha tradotto e curato, assieme a Giovanni Francesio, Racconti semplici delle colline di Rudyard Kipling per l'editore Guaraldi nel 1995, ristampato nel 2012.
Ha curato un volume della rivista Panta, amore in versi, Bompiani, 1999 e l’almanacco Stagione di poesia, Marsilio, 2001.
Nel 2008 è stato invitato al Poetry International Festival Rotterdam.
Il 5 novembre del 2021 ha partecipato al convegno dedicato a Pier Paolo Pasolini a Casarsa.
È socio fondatore del Centro di Poesia Contemporanea dell'università di Bologna di cui è stato direttore.

## Poetica e stile
Nei saggi critici sulla poesia di Andrea Gibellini raccolti nel volume L'elastico emotivo si possono notare tante cose che riguardano la sua poesia, perché come scrive Micol Argento "l'idea che muove il libro è quella dell'elastico, che ruota intorno ad una parola critica sempre flessibile e portata a reagire emotivamente con gli autori indagati: da Pascoli a Montale da Zanzotto alla Bachmann o a Sylvia Plath, Fortini, Brecht, Seamus Heaney, Bertolucci, Antonio Delfini, Leopardi, fino ai poeti della generazione più recente, da Bandini, a D'Elia, da Pusterla a Villalta. La verità nella poesia sta nell'abitare un luogo di parole, una zona illimitata dell'immaginario". Decisivi per Gibellini e per la sua ricerca poetica sono stati l'incontro e la scoperta con la poesia e la critica letteraria di Remo Pagnanelli e la poesia del poeta inglese Wystan Auden.
Questa esperienza poetica inclusiva ha dato modo a Gibellini di scrivere per varie riviste letterarie italiane e straniere come Antologia Vieusseux, Nuovi Argomenti, Poesia, Lo Straniero, La Rivista dei Libri, Oxford Poetry, Poetry Review, Birmingham Poetry Review, Agenda e infine con la Copenhaghen Review.
Scrive Franco Loi sulla poesia di Gibellini: "È una poesia in cui l'insorgere dell'immagine nasce da una connessione interna al verso tra moti spirituali e andamenti musicali, non da artefici letterari". Questa poetica della parola legata all'immagine si riversa nello stile della poesia di Gibellini in un senso "di imminente rivelazione", in "una metrica dello spasmo narrativo", in un verso flessibile "in una tensione che porta alla prosa lirica" dove, come scrive il critico Roberto Galaverni, "il presente trapassa nella memoria, il vedere nella visione, e, a tratti, nella surrealtà".; da uno stile che scaturisca da una sorgente poetica come indimenticabile "anche e soprattutto dal punto di vista ritmico, del battito cardiaco, queste poesie sono tutte sussulti e strappi, sfilacciamenti e contrazioni. Il discorso poetico infatti si sviluppa per continui sviamenti, riprese e sovrapposizioni dello sguardo e dell'argomentazione, come fosse sottoposto a continui imprevisti".

## Opere

### Poesia
- Le ossa di Bering, NCE, Forlì, 1993
- La felicità improvvisa, Jaca Book, Milano, 2001
- Le regole del viaggio, Effigie, Pavia, 2016
- Planetario e altre osservazioni, Marcos y Marcos, Milano, 2022

### Saggi
- Ricercando Auden, Edizioni L'Obliquo, Brescia, 2003
- L'elastico emotivo, Sui poeti e sulla poesia, Incontri Editrice, Sassuolo, 2011
- Diario di Vaucluse, Edizioni Psychodream, Firenze, 2014

### Libri d'arte e plaquette
- È solo il vento, con un linoleum di Giorgio Bertelli, Edizioni PulcinoElefante, Osnago, 1996
- Una domenica sul mare, foto di Fiorella Iacono e un'immagine performativa di Marco Fioramanti, Studio Incantations, Genova, Grafiche VD, Città di Castello, 2016
- Planetario e altre osservazioni, Undici poesie, con un disegno originale su foglio Moleskine di Marco Fioramanti e una foto di Fiorella Iacono, Lo scoiattolo rosso, Grafiche VD, Città di Castello, 2018

## Antologie
Poesie di Andrea Gibellini sono comprese nelle seguenti antologie:
- Roberto Galaverni, Nuovi poeti italiani contemporanei, Guaraldi, 1996
- Modern Poetry Translation No 15, Contemporary Italian Poets, Edited by Luca Guerneri, Introduction by Roberto Galaverni, 1999
- Franco Loi, Davide Rondoni, Il pensiero dominante, Garzanti, 2001
- Alberto Cappi, Alberto Bertoni, Poesia della traduzione, Sometti, 2001
- Roberto Galaverni, Passaggio sul mare, Archinto, 2002
- Patrie impure. Italia, autoritratto a più voci, a cura di Benedetta Centovalli, Rizzoli, 2003
- 20th Century Italian Poems, edited by Jamie McKendrick, Faber&Faber, 2004
- Italville: New Italian Writing, edited by Lorenzo Pavolini, Exile Editions, Toronto, 2005
- Salvatore Ritrovato, Dentro il paesaggio, Archinto, 2006
- Alberto Bertoni, Trent'anni di Novecento, Book Editore, 2005
- Almanacco dello Specchio, a cura di Maurizio Cucchi e Antonio Riccardi, Mondadori, 2008
- Emilio Coco, Jardines secretos Joven Poesìa Italiana, Sial/Contrapunto, 2008
- Ze kwamen om een dichter te zien, Poetry International Festival Rotterdam, 2009
- Adriano Napoli, Vola alta, parola, Marcos y Marcos, 2011
- Con gli occhi aperti. 20 autori per 20 luoghi, a cura di Andrea Cortellessa, Ėxòrma, 2016
- Poesie italiane 2016, Scelte da Alfonso Berardinelli, Elliot, 2017
- Inverse 2018. Italia Poets in Translation, John Cabot University Press, 2018
- Nachts flogen die Gomuli, Herausgegeben von Joachim Ruf, Norderstedt, Books on Demand, 2019